# 曾文祉
曾文祉（1911年12月23日—？），越南外交官，曾任越南共和國駐新加坡領事。

## 早年經歷
曾文祉生於1911年12月23日。:656
1925年曾文祉畢業於聖塔貝爾學校，1927年畢業於張永記學校，1928年畢業於夏瑟盧－魯巴中學（今胡志明市黎貴惇普通中學），1931年畢業於彼得呂斯·記中學。:656

## 職業生涯
1945年至1955年，在財政部內擔任部門主管。:6561954年至1955年，擔任經濟事務機構副處長。:6561956年，出任越南駐印度經濟代表團團長。1957年，出任越南駐法國貿易代表團團長。1956年至1958年，擔任經濟部祕書長。
1958年3月，曾文祉到任越南共和國駐新加坡領事一職，同時兼任駐馬來亞公使館代辦。:656
曾文祉將許多薩米耶·德梅斯特等人的著作翻譯成越南語。他還是《振興經濟評論》（Chấn Hưng Kinh Tế Review）的主編。

## 榮譽
- 阮朝金錢（Kim Tiền）[3]:657
- 柬埔寨王家勳章騎士勳位[3]:657